# دانشگاه نیوبرانزویک
دانشگاه نیوبرانزویک (به انگلیسی: University of New Brunswick) دانشگاه کانادایی است که در استان نیوبرانزویک واقع شده‌است. دانشگاه نیوبرانزویک قدیمی‌ترین دانشگاه انگلیسی زبان کانادا و اولین دانشگاه دولتی آمریکای شمالی به شمار می‌رود. دانشگاه نیوبرانزویک دارای دو ساختمان مهم یکی واقع در شهر فردریکتون (۱۷۸۵) و دیگری واقع در شهر سنت جان (۱۹۶۴) است.